# Orbiter Processing Facility

Wnętrze hangaru OPF
1 – przejścia między pomostami,
2 – pomost dostępu do ładowni,
3 – pomost do sprawdzania systemów łączności,
4 – pomost dostępu do statecznika pionowego,
5 – odsuwany pomost dostępu do statecznika pionowego i silników głównych,
6 – przeciwwagi,
7 – winda.

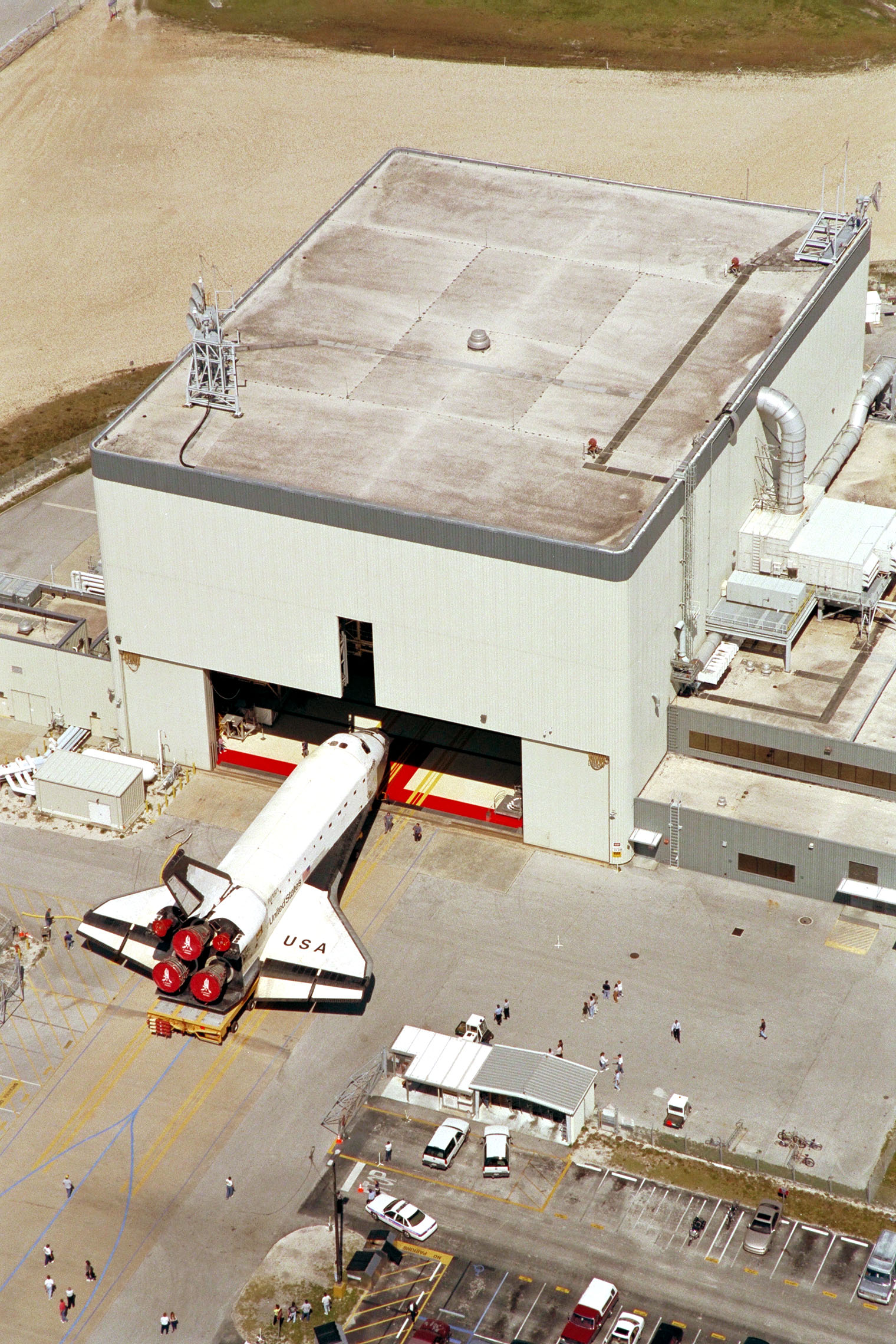
Orbiter Columbia w bramie hangaru OPF

Orbiter Processing Facility (OPF) – budynek obsługi promów kosmicznych.
Po wylądowaniu prom kosmiczny zostawał odholowany do hangaru OPF, w którym jednocześnie można było przygotowywać do następnych lotów dwa orbitery. Budynek ten był podzielony na dwie hale wysokie i znajdującą się między nimi halę niską. W tej ostatniej znajdowały się magazyny części zamiennych, warsztaty naprawcze osłony termicznej pojazdu, magazyn skafandrów SCAPE, sprzęt elektroniczny oraz biura. Hale wysokie natomiast były wyposażone w dwie suwnice o udźwigu 27 ton każda oraz zestaw pomostów umożliwiających dostęp do praktycznie każdej części orbitera. Pod podłogą hali ciągnęły się liczne przewody sieci elektrycznej i elektronicznej, linie łączności, rurociągi cieczy hydraulicznych, gazowego helu, azotu, tlenu oraz sprężonego powietrza. Podstawową funkcją hangaru OPF było umożliwienie łatwego i szybkiego dostępu do tych części pojazdu, które wymagają przeglądu, wymiany bądź remontu między lotami. Równolegle w komorze towarowej orbitera montowało się ładunki wymagające instalacji w pozycji poziomej, np. laboratorium Spacelab. Pozostałe ładunki instalowało się dopiero na wyrzutni.